# Cuervea hawkesii
Cuervea hawkesii är en benvedsväxtart som beskrevs av G.R. Proctor. Cuervea hawkesii ingår i släktet Cuervea och familjen Celastraceae. Inga underarter finns listade.